# Wassili Wassiljewitsch Sawin
Wassili Wassiljewitsch Sawin (russisch Василий Васильевич Савин, wiss. Transliteration Vasilij Vasil'evič Savin; * 2. April 1967 in Murmansk, Sowjetunion) ist ein ehemaliger russischer Nordischer Kombinierer. Er nahm an den Olympischen Winterspielen 1988 und 1992 teil.

## Werdegang
Sawin startete für den Moskauer Sportklub der Russischen Armee. Er belegte beim Weltcup-Rennen am 23. Februar 1985 in Leningrad den 14. Platz und gewann damit seine ersten Weltcuppunkte. Bei den Nordischen Junioren-Skiweltmeisterschaften 1986 in Lake Placid gewann Sawin gemeinsam mit Sergei Nikiforow und Andrei Dundukow die Silbermedaille in der Staffel.
Seinen internationalen Durchbruch hatte Sawin in der Weltcup-Saison 1986/87. So erreichte er am 3. Januar 1987 beim Schwarzwaldpokal in Schonach als Zweiter erstmals das Podest. Bei den Nordischen Skiweltmeisterschaften 1987 in Oberstdorf belegte er den elften Platz im Einzel. Für die Staffel wurde er nicht nominiert. Am 13. März 1987 gewann Sawin das Weltcup-Rennen in Leningrad. In der Gesamtweltcupwertung wurde er Siebter.
Zum Auftakt der darauffolgenden Saison gewann Sawin gemeinsam mit Allar Levandi und Andrei Dundukow das Staffelrennen in Štrbské Pleso. Sein bestes Saisonergebnis im Einzel war der zweite Platz in Falun. In der Gesamtweltcupwertung erreichte er den neunten Rang. Bei den Olympischen Winterspielen 1988 in Calgary lief Sawin auf den zehnten Platz. Zudem wurde er in der Staffel eingesetzt, doch konnte die Sowjetunion aufgrund eines Ausfalls nicht starten.
Bei den Nordischen Skiweltmeisterschaften 1989 in Lahti belegte Sawin den 31. Platz im Einzel. 1992 wurde Sawin in Tschaikowski vor Waleri Stoljarow Meister der Gemeinschaft Unabhängiger Staaten. Bei den Olympischen Winterspielen 1992 in Albertville lief er auf Rang 22. Nach der Saison beendete er seine Karriere.

## Erfolge

### Weltcupsiege im Einzel
| Nr. | Datum         | Ort       | Disziplin               |
| --- | ------------- | --------- | ----------------------- |
| 1.  | 13. März 1987 | Leningrad | Gundersen Normalschanze |

### Weltcupsiege im Team
| Nr. | Datum             | Ort           | Disziplin               |
| --- | ----------------- | ------------- | ----------------------- |
| 1.  | 12. Dezember 1987 | Štrbské Pleso | Staffel Normalschanze 1 |

## Statistik

### Platzierungen bei Olympischen Winterspielen
| Jahr und Ort     | Wettbewerb | Wettbewerb |
| Jahr und Ort     | Gundersen  | Team       |
| ---------------- | ---------- | ---------- |
| 1988 Calgary     | 10.        | DNS        |
| 1992 Albertville | 22.        | —          |

### Platzierungen bei Weltmeisterschaften
| Jahr und Ort    | Wettbewerb | Wettbewerb |
| Jahr und Ort    | Gundersen  | Team       |
| --------------- | ---------- | ---------- |
| 1987 Oberstdorf | 11.        | —          |
| 1989 Lahti      | 31.        | —          |

### Weltcup-Platzierungen
| Saison  | Platz | Punkte |
| ------- | ----- | ------ |
| 1984/85 | 41.   | 02     |
| 1986/87 | 07.   | 72     |
| 1987/88 | 09.   | 36     |
| 1989/90 | 10.   | 44     |
| 1990/91 | 18.   | 16     |